# Karl Mai (Fußballspieler)
Karl Mai (* 27. Juli 1928 in Fürth; † 15. März 1993 ebenda), auch Charly gerufen, war ein deutscher Fußballspieler und -trainer. Als Spieler der SpVgg Fürth und des FC Bayern München hat er von 1949 bis 1961 in der damals erstklassigen Fußball-Oberliga Süd insgesamt 249 Ligaspiele absolviert und 19 Tore erzielt. Der Fürther wurde in seinem achten A-Länderspiel mit der Nationalmannschaft 1954 beim sog. „Wunder von Bern“ Weltmeister.

## Spielerkarriere

### Vereine
Mai trat am 1. April 1942 als 13-Jähriger der Jugendabteilung des Traditionsvereins SpVgg Fürth bei. 1944 wurde er zur Wehrmacht eingezogen und geriet in französische Kriegsgefangenschaft, aus der er Ende 1946 entlassen wurde. Zunächst schloss er seine Konditorlehre ab und setzte das Fußballspielen in der Juniorenmannschaft bzw. der Reserve der Spielvereinigung fort. 1948 rückte er als 20-Jähriger in die erste Mannschaft auf, die eine Saison zuvor in die zweitklassige Amateurliga Bayern abgestiegen war. In seiner Premierensaison im Seniorenbereich trug er mit zehn Zweitligaspielen und drei Toren unter Spielertrainer Helmut Schneider durch die Vizemeisterschaft in der Landesliga zur Rückkehr in die Oberliga Süd bei. In seiner ersten Saison in der seinerzeit höchsten deutschen Spielklasse gewann er mit der Mannschaft auf Anhieb die Süddeutsche Meisterschaft 1950; das aber nur mit einem einzigen Oberligaspiel, welches er am 30. April 1950 bei einem 1:1-Auswärtsremis beim VfB Mühlburg auf der rechten Halbstürmerposition bestritt. Die Folgesaison, in der er zehn Oberligaspiele bestritt und zwei Tore erzielte, schloss er mit der Mannschaft als Zweitplatzierter ab und war somit Teilnehmer an der Endrunde um die deutsche Meisterschaft 1951, in der er fünf von sechs Spielen bestritt; sicherlich ein erster Höhepunkt in der Laufbahn des jungen Talentes. Von 1951 bis 1958 blieb er mit der Mannschaft weiterhin erstklassig, allerdings, bis auf Platz drei (1953) und vier (1958), nur im Tabellenmittelfeld. Ab der Saison 1951/52 gehörte Mai durchgehend der Stammelf von Fürth an und schaffte unter Trainer „Urbel“ Krauß den endgültigen Durchbruch. Für die Spielvereinigung bestritt er an der Seite von Mitspielern wie Gerhard Geißler, Max Appis, Hans Bauer, Herbert Erhardt, Richard Gottinger, Horst Hoffmann, Horst Schade, Karl Schmidt und Paul Vorläufer 182 Oberligaspiele und erzielte in diesen 17 Tore.
Zur Saison 1958/59 wechselte der 30-Jährige zum Ligakonkurrenten FC Bayern München, für den er in drei Spielzeiten 67 Punktspiele bestritt und in diesen zwei Tore erzielte. In seiner ersten Saison für die Bayern bestritt er 26 von 30 Punktspielen und debütierte am 16. August 1958 (1. Spieltag) beim 3:1-Sieg im Auswärtsspiel gegen den FSV Frankfurt. Bayern München belegte den 4. Rang und neben Weltmeister Mai machte das junge Offensivtalent Peter Grosser auf sich aufmerksam. In der Folgesaison bestritt er 28 von 30 Punktspielen, in denen er auch erstmals für die Bayern traf. Beim 6:4-Sieg am 27. September 1959 (6. Spieltag) im Stadtderby gegen den TSV 1860 München erzielte er den Treffer zum 4:3 in der 55. Minute.
Danach zog es ihn in die Schweiz, wo er in der Saison 1961/62 für den A-Nationalligisten FC Young Fellows Zürich 15 Punktspiele bestritt. Seine Fußballer-Karriere beendete er 1963 beim FC Dornbirn 1913 in Österreich als Meister der Regionalliga West, das zugleich den Aufstieg in die Staatsliga bedeutete.

### Nationalmannschaft

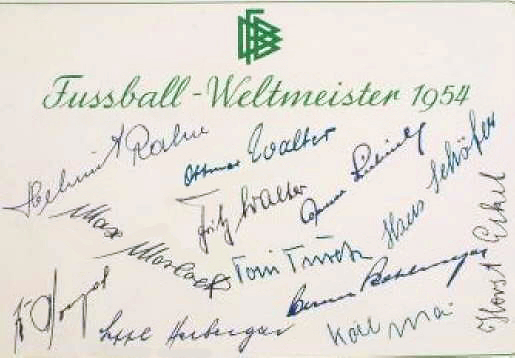
Autogrammkarte der Weltmeister von 1954: Unterschrift von Karl Mai rechts unten

Durch seine überdurchschnittlich guten Vereinsleistungen wurde Bundestrainer Sepp Herberger 1952 auf ihn aufmerksam. Daraus resultierte später die Berufung in die Nationalmannschaft, für die Mai am 11. Oktober 1953 – ausgerechnet im wichtigen Qualifikationsspiel zur Weltmeisterschaft 1954 in der Schweiz gegen die Saarländische Nationalmannschaft in Stuttgart – seinen Einstand gab. Beim 3:0-Sieg spielte er an der Seite seiner Vereinsmitspieler Herbert Erhardt und Richard Gottinger sowie des erst im Sommer 1953 zum 1. FC Nürnberg gewechselten Torjägers Horst Schade und Max Morlock.
Nach erfolgreicher Qualifikation gehörte Mai zu jenen elf Spielern, die am 4. Juli 1954 mit der A-Nationalmannschaft in Bern Weltmeister wurden. Er kam in fünf von sechs Turnierspielen zum Einsatz; lediglich im taktisch geprägten Schon-Spiel der Gruppen-Phase am 20. Juni gegen die Auswahl Ungarns, das 3:8 verloren ging, war er Zuschauer. Er gehörte in den zwei Spielen gegen die Auswahl der Türkei zum Team, setzte sich im Viertelfinale beim 2:0-Erfolg mit dem Innensturm der Jugoslawen (Mitić, Vukas, Bobek) und den zwei Außenläufern Čajkovski und Boškov auseinander und war ebenso im Halbfinale dabei, als die Auswahl Österreichs mit 6:1 besiegt wurde. Als Höhepunkt galt seine Manndeckung gegen den Torschützenkönig der WM, den elfmal erfolgreichen Schützen vor dem Finale, Sándor Kocsis. Dieser gute Kopfballspieler und Techniker hatte im Halbfinale gegen den Titelverteidiger Uruguay in der Verlängerung beide Tore zum 4:2 für Ungarn erzielt. Auch im Viertelfinale gegen Brasilien steuerte er zwei Treffer bei. Mai ließ kein weiteres Tor des Torjägers zu.
Im WM-Buch des Agon-Sportverlages über das Turnier in der Schweiz ist zu Mai notiert: „Einen ganz wesentlichen Anteil am Titelgewinn hatte ‚Charly Mai‘. Im Finale stellte er den Torschützenkönig des Turniers, den Weltklassestürmer Sandor Kocsis, den man aufgrund seiner enormen Kopfballstärke nur ‚Goldköpfchen‘ nannte, sprichwörtlich ins Abseits. Von Sepp Herberger auf diese Aufgabe akribisch vorbereitet, wich Mai dem Ungarn während der 90 Minuten nicht von der Seite, so dass dessen einzige Ausbeute ein Lattenkopfball in der zweiten Halbzeit war.“
Beim 2:1-Erfolg am 28. Mai 1955 in Hamburg gegen Irland erzielte Mai sein einziges Tor in der Nationalmannschaft; in Hamburg war die Läuferreihe in der Besetzung mit Robert Schlienz, Rudolf Hoffmann und Mai aufgelaufen. Im Vorfeld der Fußballweltmeisterschaft 1958 in Schweden bestritt er am 1. Mai 1958 ein B-Länderspiel gegen Luxemburg, gehörte aber nicht mehr dem WM-Kader des Titelverteidigers in Schweden an.
Am 20. Mai 1959 beendete Mai – als Spieler des FC Bayern München – mit dem 1:1-Unentschieden gegen die Auswahl Polens in Hamburg seine Karriere in der Nationalmannschaft. Mit Herbert Erhardt und Horst Szymaniak bildete er dabei die Läuferreihe. Als linker Außenläufer bestritt er zwischen 1953 und 1959 21 Länderspiele für die A-Nationalmannschaft und erzielte dabei ein Tor, das ihm am 28. Mai 1955 in Hamburg beim 2:1-Sieg gegen die Auswahl Nordirlands mit dem vorentscheidenden 2:0 in der 63. Minute gelang.

## Trainerkarriere
Unter Dettmar Cramer erwarb er die B- und später auch die A-Trainerlizenz. Seine ersten Trainerstationen waren der MTV München und der FC Kempten. In der Saison 1963/64 trainierte er den ESV Ingolstadt in der zweitklassigen Fußball-Regionalliga Süd und wechselte anschließend zum Lokalrivalen MTV Ingolstadt, den er innerhalb von zwei Jahren von der Bezirksliga bis in die Bayernliga führte.
Da er gemeinsam mit seiner Frau, die er 1954 heiratete, in München ein Geschäft für Bürobedarf mit einer Toto- und Lotto-Annahmestelle führte, suchte er sich einen Verein in unmittelbarer Nähe. Er übernahm den FC Wacker München, den er 1968 ins Endspiel um die Deutsche Amateurmeisterschaft führte.
Mit Schwaben Augsburg, FC Deisenhofen, MTV Ingolstadt, TSV Neustadt/Aisch, SpVgg Fürth A-Jugend, SV 73 Süd Nürnberg, 1. FC Bamberg, FSV Erlangen-Bruck, TSV Johannis 83 Nürnberg und MTV Grundig Fürth trainierte er weitere Mannschaften, bevor seine Trainerlaufbahn 1975 durch eine schwere Magen-Darm-Erkrankung ein jähes Ende fand. Daraufhin gab er sein Geschäft auf und kehrte in seine Heimatstadt zurück, wo er dann als Sportlehrer an der Hauptschule Stadeln wirkte.

## Sonstiges
Anfang der 1990er Jahre wurde ihm als Raucher der rechte Lungenflügel entfernt. Er starb am 15. März 1993 im Alter von nur 64 Jahren an Leukämie. Unweit des alt-ehrwürdigen Ronhof, wo er seine „Liebe zum Fußball“ entdeckt hatte, fand er am 22. März 1993 seine letzte Ruhestätte auf dem Fürther Friedhof.
Im Oktober 2004 ehrte ihn seine Heimatstadt mit der Umbenennung der Bezirkssportanlage am sogenannten Schießanger in Charly-Mai-Sportanlage.